# Darren Daulton
Darren Arthur Daulton (Arkansas City, Kansas, 3 de enero de 1962-Clearwater, Florida, 6 de agosto de 2017), más conocido como Darren Daulton, fue un jugador profesional estadounidense de béisbol que se desempeñó en la posición de cácher en las Grandes Ligas de Béisbol (MLB). Logró obtener un Bate de Plata.

## Carrera
Daulton jugó como profesional catorce temporadas en Philadelphia Phillies (1983, 1985-1997), después pasó a Florida Marlins, donde jugó una temporada (1997), y fue el equipo en el que se retiró.

## Premios
Fue galardonado con el Bate de Plata en una oportunidad (1992).